# Walstroleeuwenbek
Walstroleeuwenbek (Linaria purpurea) is een overblijvende plant die behoort tot de weegbreefamilie (Plantaginaceae). De soort komt van oorsprong uit het Middellandse Zeegebied en is sinds 1975 ook te vinden in Nederland. De plant wordt gekweekt als tuinplant, maar verwildert gemakkelijk.
De soort heette vroeger paarse leeuwenbek, maar die naam is verlaten omdat de plant vaak ook roze bloemen vormt. De nieuwe naam dankt de soort aan de bladeren die – net als bij walstro-soorten – in een krans aan de stengel groeien.

## Kenmerken
De plant wordt 30 tot 90 cm hoog en heeft lancetvormige grijsgroene bladen. De 2 cm lange paars tot roze bloemen bloeien in een tros in juli en augustus. De vrucht is een doosvrucht.

## Verspreiding
Walstroleeuwenbek groeit op zonnige, warme, vochtige, stenige of zandige, matig voedselrijke plaatsen. De soort komt voor op de stoep tegen gevelmuren, op vluchtheuvels, aan de voet van heggen, in randen van plantsoenen, onder straatbomen, op steenglooiingen en oude muren. Zij groeit in Nederland vooral in de de Randstad, maar kan ook elders in stedelijk gebied gevonden worden. De plant is na 1990 ingeburgerd en daarmee gepromoveerd tot nieuwe stedelijke soort.